# Witold Kusiński

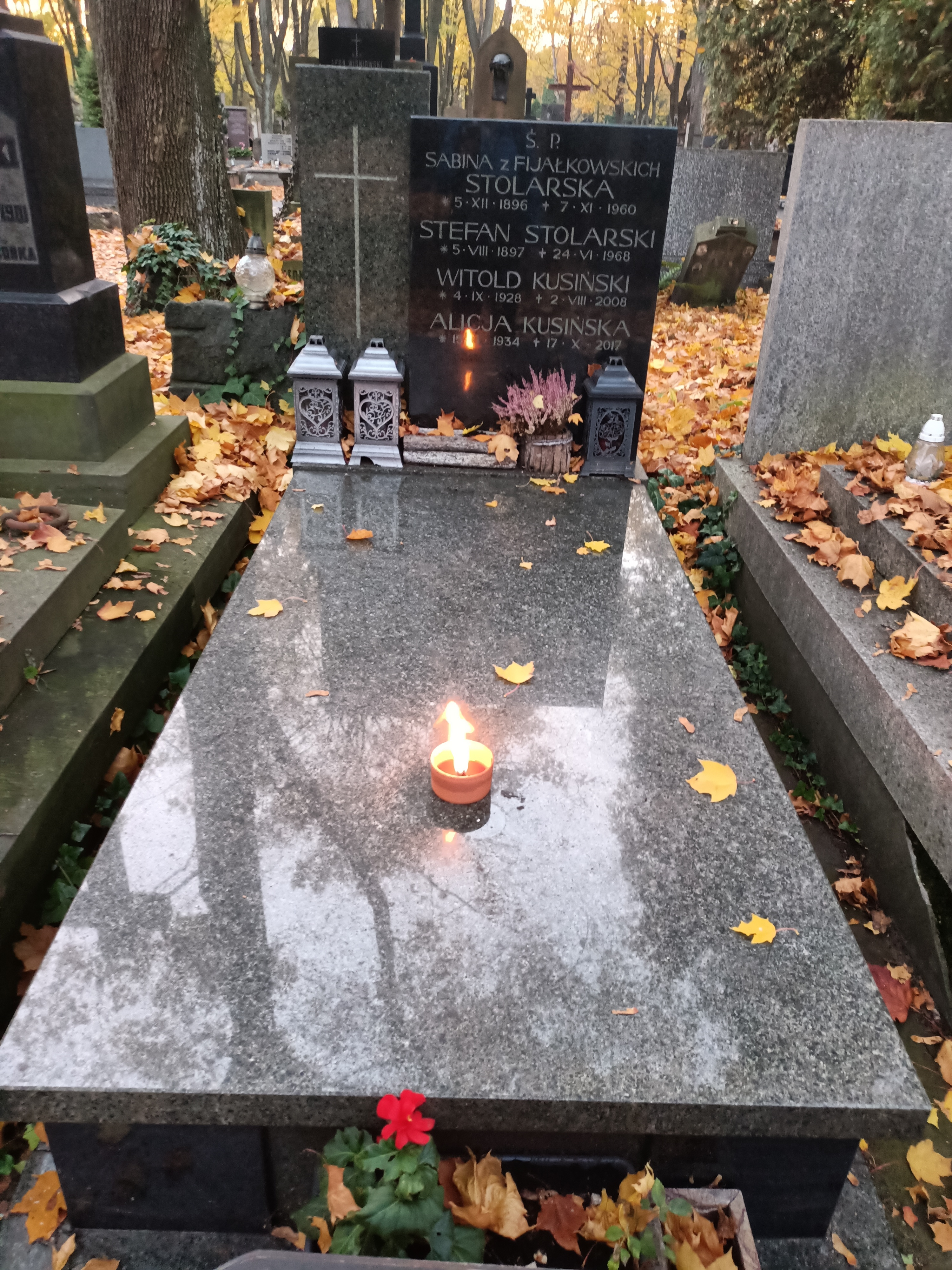
Grób Witolda Kusińskiego na Cmentarzu Powązkowskim w Warszawie

Witold Marian Kusiński (ur. 4 września 1928 w Jazłowieckiej, ZSRR, zm. 2 sierpnia 2008) – polski geograf. Specjalista z zakresu geografii ekonomicznej i geografii ludności.
Pracownik naukowy (docent)  Wydziału Geografii i Studiów Regionalnych Uniwersytetu Warszawskiego od chwili jego powstania do przejścia na emeryturę. W latach 1977–1984 prodziekan tegoż wydziału. Pełnił tam m.in. stanowiska dyrektora Instytutu Geografii Społecznej, Ekonomicznej i Regionalnej oraz kierownika Zakładu Geografii Ekonomicznej. Wieloletni I sekretarz POP PZPR na wydziale Geografii i Studiów Regionalnych UW. Pochowany na Cmentarzu Powązkowskim w Warszawie.

## Wybrane publikacje
- Kontakty polskiej geografii ekonomicznej z rosyjską i radziecką, Warszawa, Uniw. Warszawski, 1991.
- Polacy na Ukrainie, Studia i Materiały Centrum Badań Wschodnich UW, Warszawa, 1992.
- Ukraina: przyroda – ludność – gospodarka, (razem z  Fedirem Zastawnym), Warszawa  Wydawnictwo Akademickie Dialog, 2003.